# C4orf36
C4orf36 (англ. Chromosome 4 open reading frame 36) – білок, який кодується однойменним геном, розташованим у людей на 4-й хромосомі. Довжина поліпептидного ланцюга білка становить 117 амінокислот, а молекулярна маса — 13 276.
| 10         |  | 20         |  | 30         |  | 40         |  | 50         |
| ---------- |  | ---------- |  | ---------- |  | ---------- |  | ---------- |
| MAYGVPRKNT |  | VKTILRGSCY |  | NVQEPWDIAL |  | LAKTWSTNLA |  | NIKLPFLEEI |
| SFGGSVQLTK |  | CTTIKDGLLP |  | SAESIKLERE |  | YEVKRLCKLK |  | CQENTSKEIQ |
| LLLRERPAGL |  | RRPLPSK    |  |            |  |            |  |            |

A: Аланін

C: Цистеїн

D: Аспарагінова кислота

E: Глутамінова кислота

F: Фенілаланін

G: Гліцин

I: Ізолейцин

K: Лізин

L: Лейцин

M: Метіонін

N: Аспарагін

P: Пролін

Q: Глутамін

R: Аргінін

S: Серин

T: Треонін

V: Валін

W: Триптофан